# Hans-Reinhart-Ring
Der Hans-Reinhart-Ring gilt als höchste Auszeichnung im Theaterleben der Schweiz und wurde von 1957 bis 2013 von der Schweizerischen Gesellschaft für Theaterkultur (SGTK) verliehen.
Der Ring ist nach dem Winterthurer Mäzen Hans Reinhart benannt, welcher ihn 1957 gestiftet hatte. Nachdem dessen Stiftung erschöpft war, trug ihn die SGTK. Eine eigens dazu eingesetzte Jury, die aus fünf Personen bestand und vom Vorstand der SGTK bestimmt wurde, vergab diese Auszeichnung. 1992 wurde kein Ring vergeben.
In einer Vereinbarung mit dem Bundesamt für Kultur überführte die SGTK den Hans-Reinhart-Ring 2014 in den neu geschaffenen, mit 100'000 Franken dotierten Schweizer Grand Prix Theater / Hans-Reinhart-Ring. Sie ist weiterhin an der Verleihung beteiligt, indem sie dem Preisträger bzw. der Preisträgerin wie bisher einen speziell hergestellten Ring überreicht und das jeweilige Wirken im Rahmen ihrer Reihe Mimos.Schweizer Theater-Jahrbuch dokumentiert. Die Verleihung erfolgt seitdem auf Empfehlung der Eidgenössischen Jury für Theater, die auch im Rahmen des Schweizer Theaterpreises tätig wird. 

## Preisträger
2024: Lilo Baur
2023: Cindy Van Acker
2022: Barbara Frey
2021: Martin Zimmermann (Bühnenkünstler)
2020: Jossi Wieler
2019: Yan Duyvendak
2018: Theater Sgaramusch
2017: Ursina Lardi
2016: Theater HORA
2015: Stefan Kaegi / Rimini Protokoll
2014: Omar Porras
2013: Yvette Théraulaz
2012: Daniele Finzi Pasca
2011: Christoph Marthaler
2010: Volker Hesse
2009: Jean-Marc Stehlé
2008: Ursus & Nadeschkin und Tom Ryser
2007: Giovanni Netzer
2006: Roger Jendly
2005: Dominique Catton
2004: Brigitta Luisa Merki
2003: Gisèle Sallin und Véronique Mermoud
2002: Anna Huber
2001: Peter Schweiger
2000: Werner Strub
1999: Gerd Imbsweiler und Ruth Oswalt
1998: Werner Hutterli
1997: Luc Bondy
1996: Mathias Gnädinger
1995: Rolf Derrer
1994: Ketty Fusco
1993: Paul Roland
1992: nicht vergeben
1991: Bruno Ganz
1990: Gardi Hutter
1989: François Rochaix
1988: Emil Steinberger
1987: Werner Düggelin
1986: Anne-Marie Blanc
1985: Benno Besson
1984: Ruedi Walter
1983: Reinhart Spörri
1982: Heinz Spoerli
1981: Ruodi Barth
1980: Philippe Mentha
1979: Peter Brogle
1978: Edith Mathis
1977: Max Röthlisberger
1976: Dimitri
1975: Charles Joris
1974: Annemarie Düringer
1973: Inge Borkh
1972: Carlo Castelli
1971: Rolf Liebermann
1970: Ellen Widmann
1969: Leopold Lindtberg
1968: Charles Apothéloz
1967: Lisa della Casa
1966: Max Knapp
1965: Maria Becker
1964: Michel Simon
1963: Ernst Ginsberg
1962: Heinrich Gretler
1961: Marguerite Cavadaski
1960: Käthe Gold
1959: Traute Carlsen
1958: Leopold Biberti
1957: Margrit Winter

## Belege
1. ↑  Schweizer Preise Darstellende Künste 2024, abgerufen am 22. September 2024
2. ↑  https://www.schweizerkulturpreise.ch/awards/de/home/darstellende-kuenste/dk-archiv/dk-2023/gp-cva.html, abgerufen am 5. November 2023
3. ↑  Stephanie Drees: Hans-Reinhart-Ring 2022 für Barbara Frey. Abgerufen am 8. September 2022 (deutsch).
4. ↑  Schweizer Grand Prix Darstellende Künste 2021 verliehen: Tanz und Schauspiel à la suisse, nachtkritik.de, erschienen und abgerufen am 2. September 2021
5. ↑  Jenseits der Spartengrenzen, nachtkritik.de, erschienen und abgerufen am 25. April 2019.